# Text Santa
Text Santa was een liefdadigheidsinitiatief dat in 2011 door ITV werd opgezet om Britse goede doelen te steunen tijdens de kerstperiode. De oproep aan het publiek is om geld te doneren, voornamelijk via sms-donaties en de opbrengst van merchandise. De telethons werden gepresenteerd door populaire ITV-presentatoren zoals Phillip Schofield, Christine Bleakley en Ant & Dec. De oproepshow van 2015 was de laatste nadat ITV besloot de show te schrappen om plaats te maken voor een oproep die het hele jaar door zou gaan.